# 崔漫莉
崔漫莉（1988年2月3日—），中國大陸新生代演員，曾學習戲曲及民俗舞蹈，畢業於河南藝術職業學院。19歲正式展開演員之路，演出多部電視作品，2012年憑藉《後宮甄嬛傳》中的「余答應」一角而被觀眾廣為熟知。

## 作品

### 電視劇
| 年度   | 劇名                     | 角色                           | 备注 |
| ------ | ------------------------ | ------------------------------ | ---- |
| 2010年 | 《新京城四少》           | 姨太太                         |      |
| 2010年 | 《聊齋3》                | 小昭                           |      |
| 2010年 | 《黎明之前》             | 譚忠恕第二任秘書               |      |
| 2010年 | 《地雷戰傳奇之鋤奸行動》 | 婉玉仙                         |      |
| 2011年 | 《宮鎖心玉》             | 康熙妃子                       |      |
| 2011年 | 《軍統槍口下的女人》     | 葉燕子                         |      |
| 2011年 | 《千金》                 | 阿香                           |      |
| 2011年 | 《正者無敵》             | 小紅                           |      |
| 2011年 | 《宮鎖珠簾》             | 晴兒                           |      |
| 2011年 | 《武則天秘史》           | 趙王妃（鴿貴妃）               |      |
| 2011年 | 《螳螂》                 | 王素真                         |      |
| 2011年 | 《大唐女將樊梨花》       | 紀楓                           |      |
| 2011年 | 《蘭花香》               | 鶯鶯                           |      |
| 2011年 | 《唐宮美人天下》         | 栗舞女之一                     |      |
| 2012年 | 《天涯明月刀》           | 柔兒                           |      |
| 2012年 | 《江湖兒女》             | 娟子                           |      |
| 2012年 | 《傾城雪》               | 繡娘之一                       |      |
| 2012年 | 《後宮甄嬛傳》           | 余鶯兒（余答應）               |      |
| 2013年 | 《陸貞傳奇》             | 沈麗                           |      |
| 2013年 | 《蘭陵王》               | 婁千金（蘭陵王選妃候選人之一） |      |

### 電影
| 年度   | 劇名           | 角色   | 备注 |
| ------ | -------------- | ------ | ---- |
| 2011年 | 《凶靈女一號》 | 林楚楚 |      |
| 2011年 | 《分身》       | 柳蝶衣 |      |
| 2011年 | 《竇娥冤》     | 秀芝   |      |
| 2012年 | 《戰地演出隊》 | 如意   |      |
| 2012年 | 《對局》       | 淩蘭   |      |

## 争议事件
2025年2月，崔漫莉在直播间自曝，在浙江省东阳市横店镇拍戏时曾酒后无证驾车，并肇事逃逸，并不知道驾照已经过期，引发热议。崔漫莉随后表示，只是为了涨粉才编造的这件事。同月11日，东阳市警方介入调查。同月13日，东阳市公安局因虚构事实，给予崔漫莉行政拘留处罚。而在此时北京卫视于白天时段重播《甄嬛传》。事发后，该剧的电视播出版本删除了崔漫莉饰演余莺儿的相关戏份，而网络播出版本未作改动。

## 外部連結
崔漫莉的新浪微博
1. ↑  . m.gmw.cn.   [2025-02-14].
2. ↑  . 香港01. 2025-02-15  [2025-02-15]. （原始内容存档于2025-02-16） （中文（香港））.